# Verbe déverbal
 (mars 2025).
Si vous disposez d'ouvrages ou d'articles de référence ou si vous connaissez des sites web de qualité traitant du thème abordé ici, merci de compléter l'article en donnant les références utiles à sa vérifiabilité et en les liant à la section « Notes et références ».
En grammaire, un  verbe déverbal ou verbe déverbatif est un verbe dérivé d'un autre verbe au moyen d'une opération morphologique telle que l'ajout d'un affixe. En français par exemple, tournoyer est tiré de tourner.

## Dérivations apparentées
- Verbe dénominal
- Nom dénominal
- Nom déverbal
- Nom verbal